# Glaucostegus microphthalmus
Glaucostegus microphthalmus is een vissensoort uit de familie van de Glaucostegidae. De wetenschappelijke naam van de soort is voor het eerst geldig gepubliceerd in 1959 door Teng.